# 今井彩香
今井彩香（日语：今井さやか，1989年12月13日—），日本女藝人、前Rakuten Girls成員。

## 生平
前「乾杯女孩」隊長，2017年時，乾杯女孩四名團員，挑戰了一個在千葉羅德隊4月4日至8月31之間共59場主場賽事中，四名成員需銷售35000杯生啤酒，若未達成則解散團體的企劃，最後統計四名團員賣出了34678杯，未達門檻故宣告解散。而於2018－2019球季為LamiGirls（Rakuten Girls前身）的期間限定成員。2019年3月獲日本千葉縣千葉市任命為台灣宣傳部長。曾至台灣桃園中原大學學習中文一個月。2020球季為Rakuten Girls成員之一。

## 啦啦隊經歷

### 棒球
| 年份       | 隊伍名稱      | 備註 |
| 2015－2017 | 乾杯女孩      | 隊長 |
| 2018－2019 | LamiGirls     | 2018年出道 期間限定成員。 |
| 2020－2024 | Rakuten Girls | 中華職棒樂天桃猿啦啦隊 但因嚴重特殊傳染性肺炎疫情的入境限制，2020-2023年缺席。 2023年7月22日，彩香在YOKOSO主題日回歸，第一次以樂天女孩的身分應援，並在當天拿下第一場首勝。 |

## 外部連結
- 今井さやか -彩香- 〜Imai sayaka〜的Facebook專頁
- 今井 さやか(-彩香-)Imai Sayaka的Instagram帳戶
- 今井彩香的X（前Twitter）